# Philip of Kyme (Adliger, vor 1215)
Philip of Kyme (* vor 1215; † 1242) war ein englischer Adliger.
Philip of Kyme entstammte der Familie Kyme, einer Adelsfamilie aus Lincolnshire. Er war der älteste Sohn von Simon of Kyme und dessen Frau Rohese fitz Robert. Wie sein Vater stand Philip während des Ersten Kriegs der Barone auf der Seite der rebellischen Barone gegen König Johann Ohneland. Er geriet jedoch bei der Eroberung von Rochester Castle im Herbst 1215 in königliche Gefangenschaft. Das geforderte hohe Lösegeld konnte sein Vater nicht aufbringen, so dass er erst nach Ende des Kriegs 1217 freikam. Als sein Vater 1220 starb, hinterließ er Philip verpfändete Besitzungen und beträchtliche Schulden. Um die drängendsten Schulden zu begleichen, musste Philip zunächst weitere Besitzungen verpfänden. Von 1227 bis 1228 diente er zwar als königlicher Richter, doch angesichts seiner Schulden musste er 1227 die Güter von South Elkington und Cawthorpe in Lincolnshire an Hugh of Wells, Bischof von Lincoln für zehn Jahre gegen 200 Mark verpfänden. 1230 oder 1231 musste er akzeptieren, dass er jährlich 200 Mark an den König sowie 100 Mark an jüdische Geldverleiher zahlen musste, um seine Schulden zu begleichen. Zu dieser Zeit hatte er allein gegenüber dem königlichen Schatzamt Schulden in Höhe von £ 700.
Philip hatte zwei Söhne und eine Tochter:
- Simon of Kyme († 1248) ⚭ Maud de Ferrers († 1298 oder 1299)
- William of Kyme († 1259)
- Sybil ⚭ Walter de Ver

Sein Erbe wurde zunächst sein ältester Tod Simon, nach dessen frühen Tod sein jüngerer Sohn William of Kyme.